# 더 리빙 디저트
더 리빙 디저트(The Living Desert)는 미국에서 제작된 제임스 알가 감독의 1953년 가족, 다큐멘터리 영화이다. 윈스턴 히블러가 주연으로 출연하였다. 애리조나주 투손에서 촬영되었다. 1953년 아카데미 장편 다큐멘터리상 부문에서 아카데미상을 수상했다.
2006년 DVD 월트디즈니 레거시 컬렉션 볼륨 2: 랜즈 오브 익스플로레이션을 장식한다.